# Theodor Bindewald
Theodor Heinrich Bindewald (* 26. April 1829 in Altenschlirf; † 11. Dezember 1880 in Frischborn) war ein deutscher Pfarrer, Heimatforscher und Schriftsteller.

## Leben
Als Sohn eines Pfarrers geboren, studierte Bindewald nach dem Besuch der Gymnasien in Fulda und Büdingen ab 1848 Evangelische Theologie in Gießen. Während seines Studiums wurde er 1848 Mitglied der Burschenschaft Kattia Gießen. 1851 war er am Predigerseminar Friedberg, 1852 Privatlehrer in Nauheim, ab 1853 Pfarrassistent in Pohlgöns und ab 1855 Pfarrvikar in Höchst an der Nidder. Im selben Jahr wurde er Pfarrverweser in Rothenburg. 1856 wurde er Vikar in Heuchelheim, 1857 Pfarrer und Lehrer in Busenborn. 1867 wechselte er nach Groß-Eichen und wurde 1876 Pfarrer in Frischborn.
Er war verheiratet mit Luise Christine Buff, einer Großnichte von Charlotte Buff. Die beiden hatten acht Kinder. Sein Sohn war Friedrich Bindewald.
Er war einige Jahre Herausgeber des Volkskalenders Der wahre und echte hinkende Bote. Bindewald war auch als Mitarbeiter zahlreicher Zeitschriften tätig. Er tat sich als Sammler von Sagen, Märchen und Gedichten hervor und war auch selbst als Dichter tätig. Er zeichnete auch sehr feine Landschaften von Hessen, Vogelsberg.

## Veröffentlichungen (Auswahl)
- Historien aus Oberhessen. Frankfurt am Main 1869.
- Oberhessisches Sagenbuch. Frankfurt am Main 1873.
- Ernst und Humor. Neue Historien aus Oberhessen; dem deutschen Volk erzählt. Frankfurt am Main 1873.
- Sagen und Märchen aus Oberhessen. Atzbach 1980.
- Kerle, woas Kerle! Heitere Gedichte und Geschichten aus Oberhessen. Ulrichstein 1986.